# Rosa Conde
María Rosa Conde Gutiérrez del Álamo, née le 7 décembre 1947 à Ronda, en Espagne, est une femme politique et universitaire espagnole, membre du Parti socialiste ouvrier espagnol (PSOE).
Chercheuse universitaire en sociologie, elle rejoint l'administration publique en 1978, et prend en 1987 la direction du Centre de recherches sociologiques.
En 1988, elle devient la nouvelle ministre porte-parole du gouvernement du deuxième gouvernement de Felipe González, bien qu'elle n'appartienne pas encore au Parti socialiste. Elle est élue en 1989 députée de Jaén, puis reconduite dans ses fonctions. En 1990 elle rejoint le PSOE.
Elle est nommée secrétaire générale de la présidence du gouvernement à la suite des élections législatives de 1993. Après le scrutin de 1996, où elle est élue députée de Madrid, elle passe à l'opposition et occupe diverses responsabilités dans les commissions parlementaires. Elle met fin à sa vie politique en 2004.

## Biographie

### Formation et parcours professionnel
Elle est titulaire d'une licence de sciences politiques, obtenue à l'université complutense de Madrid. Entre 1971 et 1984, elle y enseigne la structure sociale contemporaine et la sociologie familiale.
À partir de 1978, elle occupe également un poste au cabinet d'études sociologiques du secrétariat général technique du ministère du Travail. Elle entre au cabinet technique du Centre de recherches sociologiques (CIS) en 1980. Elle devient ensuite sous-directrice du CIS, puis directrice générale le 14 mars 1987.

### Ministre et haute responsable de González
Lors du remaniement ministériel du 12 juillet 1988, Rosa Conde est nommée ministre porte-parole du gouvernement par le socialiste Felipe González. Première femme, avec Matilde Fernández, à participer à un gouvernement de González, elle n'est alors pas membre du Parti socialiste ouvrier espagnol (PSOE).
Elle est choisie 14 mois plus tard, comme tête de liste socialiste dans la circonscription électorale de Jaén pour les élections législatives anticipées du 29 octobre 1989. Avec 54 % des voix, sa liste remporte quatre sièges sur les six à pourvoir. Reconduite dans ses fonctions le 6 décembre suivant, elle adhère au PSOE en novembre 1990 et s'inscrit à la section de Linares, commune de la province de Jaén.
Après les élections législatives anticipées du 6 juin 1993, au cours desquelles elle se voit réélue au Congrès des députés, elle est désignée le 21 juillet, secrétaire générale de la présidence du gouvernement, une fonction vacante depuis six ans.

### Fin de carrière politique
Gaspar Zarrías, secrétaire général provincial du PSOE de Jaén, ayant refusé en octobre 1995 qu'elle se présente de nouveau comme tête de liste pour les élections législatives anticipées du 3 mars 1996, elle intègre la liste de Madrid.
Après le scrutin, qui marque la défaite des socialistes, elle entre à la commission de contrôle parlementaire de la Radio Televisión Española (RTVE), où elle devient porte-parole du groupe PSOE en 1998. Réélue aux élections législatives du 12 mars 2000, elle est désignée porte-parole à la commission du Règlement. Elle ne se représente pas lors des élections générales du 14 mars 2004, quittant alors la vie politique.

### Passage dans le monde non lucratif
Dès le mois de mai suivant, elle est portée à la présidence de la Fondation Carolina, qui promeut les relations culturelles et la coopération en matière d'éducation et de recherche scientifique entre l'Espagne et l'Amérique latine. Elle est remplacée le 1er avril 2012 par Jesús Andreu, ancien haut fonctionnaire de son ministère.